# Moselle Open 2016
Moselle Open 2016 byl tenisový turnaj pořádaný jako součást mužského okruhu ATP World Tour, který se hrál na krytých dvorcích s tvrdým povrchem komplexu Parc des Expositions de Metz Métropole. Probíhal mezi 18. až 25. zářím 2016 v francouzských Metách jako čtrnáctý ročník turnaje.
Turnaj s rozpočtem 520 070 eur patřil do kategorie ATP World Tour 250.  Nejvýše nasazeným hráčem ve dvouhře se stal desátý tenista světa Dominic Thiem z Rakouska. Jako poslední přímý účastník do hlavní singlové soutěže nastoupil 86. německý hráč žebříčku Dustin Brown..
Premiérový titul na okruhu ATP Tour vybojoval  Francouz Lucas Pouille, který se v následném vydání žebříčku ATP z 26. září 2016 posunul na kariérní maximum, když mu patřilo 16. místo. Třetí společnou trofej v roce získal chilsko-argentinský pár Julio Peralta a Horacio Zeballos, jenž tak navýšil aktivní sezónní poměr výher a proher na 13–3.

## Rozdělení bodů a finančních odměn

### Rozdělení bodů
| Soutěž  | vítězové | finalisté | semifinalisté | čtvrtfinalisté | 16 v kole | 32 v kole | Q  | Q3 | Q2 | Q1 |
| ------- | -------- | --------- | ------------- | -------------- | --------- | --------- | -- | -- | -- | -- |
| dvouhra | 250      | 150       | 90            | 45             | 20        | 0         | 12 | 6  | 0  | 0  |
| čtyřhra | 250      | 150       | 90            | 45             | 0         |           |    |    |    |    |

### Finanční odměny
| Soutěž                              | vítězové | finalisté | semifinalisté | čtvrtfinalisté | 16 v kole | 32 v kole | Q2     | Q1     |
| ----------------------------------- | -------- | --------- | ------------- | -------------- | --------- | --------- | ------ | ------ |
| dvouhra                             | €82 450  | €43 430   | €23 525       | €13 400        | €7 900    | €4 680    | €2 105 | €1 055 |
| čtyřhra                             | €25 070  | €13 170   | €7 140        | €4 080         | €2 390    | —         | —      | —      |
| částka ve čtyřhře je uvedena na pár |          |           |               |                |           |           |        |        |

## Mužská dvouhra

### Nasazení
| Stát                         | Hráč          | ATP | Nasazení |
| ---------------------------- | ------------- | --- | -------- |
| Rakousko                     | Dominic Thiem | 10. | 1.       |
| Belgie                       | David Goffin  | 14. | 2.       |
| Francie                      | Lucas Pouille | 18. | 3.       |
| Francie                      | Gilles Simon  | 28. | 4.       |
| Slovensko                    | Martin Kližan | 31. | 5.       |
| Lucembursko                  | Gilles Müller | 37. | 6.       |
| Francie                      | Benoît Paire  | 38. | 7.       |
| Francie                      | Nicolas Mahut | 40. | 8.       |
| Žebříček ATP k 12. září 2016 |               |     |          |

### Jiné formy účasti
Následující hráči obdrželi divokou kartu do hlavní soutěže:
- Julien Benneteau
- Quentin Halys
- Tommy Robredo

Následující hráči postoupili z kvalifikace:
- Grégoire Barrère
- Nikoloz Basilašvili
- Peter Gojowczyk
- Vincent Millot

### Odhlášení
před zahájením turnaje
- Carlos Berlocq → nahradil jej  Jan-Lennard Struff
- Marcel Granollers → nahradil jej  Dustin Brown
- Philipp Kohlschreiber → nahradil jej  Íñigo Cervantes
- Guido Pella → nahradil jej  Pierre-Hugues Herbert
- Jo-Wilfried Tsonga (poranění levého kolene) → nahradil jej  Ivan Dodig

## Mužská čtyřhra

### Nasazení
| Stát                                                                    | Hráč             | Stát        | Hráč                   | ATP | Nasazení |
| ----------------------------------------------------------------------- | ---------------- | ----------- | ---------------------- | --- | -------- |
| Francie                                                                 | Julien Benneteau | Francie     | Édouard Roger-Vasselin | 50. | 1.       |
| Rakousko                                                                | Oliver Marach    | Francie     | Fabrice Martin         | 65. | 2.       |
| Chorvatsko                                                              | Mate Pavić       | Nový Zéland | Michael Venus          | 76. | 3.       |
| Švédsko                                                                 | Robert Lindstedt | Pákistán    | Ajsám Kúreší           | 79. | 4.       |
| Žebříček ATP k 12. září 2016; číslo je součtem umístění obou členů páru |                  |             |                        |     |          |

### Jiné formy účasti
Následující páry obdržely divokou kartu do hlavní soutěže:
- Grégoire Barrère /  Albano Olivetti
- Jürgen Melzer /  Dominic Thiem

## Přehled finále

### Mužská dvouhra
- Lucas Pouille vs.  Dominic Thiem, 7–6(7–5), 6–2

### Mužská čtyřhra
- Julio Peralta /  Horacio Zeballos vs.   Mate Pavić /  Michael Venus, 6–3, 7–6(7–4)